# Königsfeld im Schwarzwald
Königsfeld im Schwarzwald là một xã ở huyện Schwarzwald-Baar trong bang Baden-Württemberg thuộc nước Đức. Đây là thị xã cực bắc của huyện Schwarzwald Baar. Königsfeld có 6 khu vực dân cư (Königsfeld, Neuhausen, Erdmannsweiler, Buchenberg, Burgberg and Weiler). Được thành lập năm 1807, đây là trung tâm của Giáo hội Moravia. 
Dân số cuối năm 2006 là 6116 người.